# Denis Sassou-Nguesso
Pour les articles homonymes, voir Nguesso.
Pour les autres membres de la famille, voir Famille Nguesso.
 (janvier 2021).
Si vous disposez d'ouvrages ou d'articles de référence ou si vous connaissez des sites web de qualité traitant du thème abordé ici, merci de compléter l'article en donnant les références utiles à sa vérifiabilité et en les liant à la section « Notes et références ».
 (juillet 2022).
L'article doit être relu — et modifié si nécessaire — par des contributeurs indépendants pour apporter un regard critique aux contributions effectuées en violation des conditions d'utilisation de Wikipédia, tant sur la forme (notamment concernant le style encyclopédique, la proportionnalité) que sur le fond (la neutralité de point de vue, la qualité et l'indépendance des sources).
Denis Sassou-Nguesso, né le 23 novembre 1943 à Edou, est un militaire et homme d'État congolais. Président de la république populaire du Congo de 1979 à 1992, il est l'actuel président de la république du Congo depuis 1997, après avoir renversé le président élu Pascal Lissouba dans les premiers mois de la guerre civile du Congo-Brazzaville.

## Biographie

### Famille
Denis Sassou-Nguesso est né en 1943 à Edou, petit village aux environs d'Oyo, dernier enfant d'une fratrie dont le père est Julien Nguesso et la mère Émilienne Mouebara (morte en 1982),. Il est marié à Antoinette Tchibota et père de plusieurs enfants, issus de plusieurs femmes. On lui dénombre plus de 25 enfants avec plusieurs femmes dans des liaisons hors mariage. Il est notamment le père de Édith Bongo et de Denis Christel Sassou Nguesso et le grand-père de Omar Denis Junior Bongo,.

### Formation et carrière militaire
Il est élève à l'école primaire d'Édou, puis d'Owando, alors appelé Fort-Rousset. De 1956 à 1960, il est élève au collège normal de Dolisie (Mbounda) pour devenir instituteur.
Après l'obtention de son brevet, il passe avec succès un concours de sélection d'élèves-officiers de réserve. En 1961, il suit la préparation militaire supérieure à Bouar en Centrafrique, avant la formation de l'École interarmes des officiers de réserve de Cherchell en Algérie.
Rentré au Congo en 1962, il est reversé dans le cadre des officiers d'active avec le grade de sous-lieutenant.
L'année suivante, il intègre l'École d'application de l'infanterie de Saint-Maixent-l'École. Il en sort avec le grade de lieutenant et devient parachutiste.
Il est l'un des premiers officiers du groupement aéroporté, premier bataillon parachutiste de l'armée congolaise, créé en 1965 sous le commandement du capitaine Marien Ngouabi.
De 1968 à 1975, il commande successivement le groupement aéroporté, les forces terrestres et la zone militaire de Brazzaville (ZAB), puis dirige la Sécurité d'État (services de renseignement du Congo). Il devient capitaine, puis commandant. Il deviendra par la suite colonel[réf. nécessaire].

### L'ascension politique (1968-1977)
À partir du milieu des années 1960, Sassou Nguesso est dans la mouvance des officiers progressistes conduite par Marien Ngouabi, qui mène une fronde sourde contre le pouvoir de Massamba-Débat. Le 2 août 1963 l'Armée prend le pouvoir et le 16 août  un Conseil national de la révolution (CNR) est créé et investi de l'essentiel des pouvoirs. Il est dirigé par Ngouabi et Sassou Nguesso en est l'un des trente-neuf membres,.
Le 31 décembre 1969, il fait partie des membres fondateurs du Parti congolais du travail (PCT), nouveau parti unique d'idéologie marxiste-léniniste, au pouvoir sous le nouveau régime de la république populaire du Congo. Il devient membre du bureau politique après le congrès extraordinaire du PCT de mars 1970.
La session extraordinaire du comité central du PCT qui se tient du 5 au 12 décembre 1975 met en évidence de fortes contradictions internes au sein du parti unique. Plusieurs décisions importantes sont prises. Joachim Yhombi-Opango, Martin M'beri et d'autres membres sont exclus du comité central. Le bureau politique est dissous et un état-major spécial révolutionnaire de cinq membres est institué. Il en reprend les pouvoirs jusqu'au prochain congrès extraordinaire du PCT. Sassou-Nguesso en est un des cinq membres, avec Marien Ngouabi, Jean-Pierre Thystère-Tchicaya, Louis Sylvain-Goma et Jean-Pierre Ngombé. Louis Sylvain-Goma est nommé Premier ministre en remplacement d'Henri Lopes.
Le 28 décembre sur délégation du Conseil d'État, exécutif de la République qui réunit l'EMSR et d'autres corps constitués, il est nommé ministre de la Défense et de la Sécurité par décret présidentiel.

### Le comité militaire du parti (1977-1979)
Le 2 avril 1977, Sassou-Nguesso prononce l'oraison funèbre de Marien Ngouabi. Le 3 avril, le Comité militaire du parti (CMP) promulgue un acte fondamental qui abroge la Constitution de 1973. Sa structure définitive est rendue publique : Yhombi-Opango en est le président, et de droit président de la république du Congo. Sassou-Nguesso est le Premier vice-président, chargé de la coordination des organisations de masses du parti. Louis Sylvain-Goma, deuxième vice-président du CMP, est nommé Premier ministre et forme un gouvernement dans lequel Sassou-Nguesso conserve le poste de ministre de la Défense.
À partir du deuxième semestre de l'année 1978, il entre en conflit larvé avec Yhombi-Opango, cultivant dans l'opinion l'image d'un homme simple, affable, proche du peuple et fidèle à la ligne de Marien Ngouabi. La crise culmine avec la diffusion par le capitaine Pierre Anga, partisan de Yhombi-Opango au sein du CMP, d'un document intitulé « Ce qui nous divise et les moyens de conjurer une crise dans un processus révolutionnaire » qui impute au ministre de la Défense les défaillances de la sécurité présidentielle de Ngouabi au moment de l'attentat et l'accuse de manœuvres pour saper l'autorité du président du CMP. Sassou-Nguesso exige et obtient la suspension du capitaine Anga pour diffamation.
En 1979 Yhombi-Opango, mis en minorité, est contraint d'accepter la dissolution du CMP et la fin de son mandat à la tête de la République.

### Au sommet de l'État (1979-1990)
En mars 1979 le Parti congolais du Travail élit le colonel Denis Sassou-Nguesso président de son comité central, et de droit président de la République pour cinq ans. Louis Sylvain-Goma est nommé Premier ministre, et conserve lui-même le poste de ministre de la Défense. Le 8 juillet, il fait adopter par référendum une nouvelle Constitution.
La mise en production de nouveaux gisements pétroliers en 1981 et 1982 (Yanga, Sendji) accroît significativement les recettes de l'État et procure une certaine prospérité au pays. Le gouvernement porte l'âge de la retraite de 50 à 55 ans, augmente légèrement les salaires des fonctionnaires et la bourse des étudiants et lance un plan quinquennal de développement ambitieux (1982-1986). Celui-ci vise à aménager le territoire et permettre le décollage économique du pays. Plusieurs routes et ponts sont construits, ainsi que de nombreux édifices publics dans les principales villes du pays. Les entreprises publiques reçoivent d'importantes subventions pour assurer leur relance. La CORAF, raffinerie nationale, entre en production en 1982.
Ses rapports avec la France sont amicaux, tant avec le gouvernement de Giscard d'Estaing qu'avec celui de Mitterrand. Les gisements pétroliers sont exploités par la compagnie française Elf qui n'a à reverser au Congo que 17 % des revenus déclarés du brut.
À mi-parcours, la chute des cours du pétrole conduit à l'abandon de plusieurs projets inscrits dans le plan. Dans le domaine économique, les résultats sont mitigés, la plupart des entreprises peinant à être rentables. En outre, la politique de grands travaux publics a eu pour effet, l'aggravation des pratiques de corruption. L'État qui a financé le plan quinquennal par l'endettement extérieur, fondé sur les espérances des recettes pétrolières futures, a du mal à supporter le service de la dette.
Le 3e congrès ordinaire du PCT de 1984 réélit Sassou-Nguesso à la tête du pays pour cinq années. Il assume également les fonctions de chef du gouvernement et de ministre de la Défense. Le numéro deux du régime, Thystère-Tchicaya, est démis de ses fonctions et mis en résidence surveillée. Le président nomme Ange Édouard Poungui Premier ministre.
En 1985-1986, sous la pression des institutions de Bretton Woods, il adopte un programme d'ajustement structurel (PAS), avec le gel des avancements et des recrutements dans la fonction publique. Certains monopoles d'État sont supprimés. Il obtient un ainsi un rééchelonnement des dettes vis-à-vis de ces institutions. Un accord de rééchelonnement de la dette est également signé avec le Club de Paris. En octobre 1985, il promulgue le Code de la famille, combinaison du Code civil et des différents usages coutumiers,.
En août 1986, il est élu à la tête de l'Organisation de l'unité africaine pour une année, dans une période marquée par l'engagement de l'OUA contre l'apartheid et en faveur de la libération de Nelson Mandela.
En juillet 1987, un « complot » contre Sassou-Nguesso est découvert et l'ancien président Yhombi-Opango, libéré trois ans plus tôt, est arrêté, ainsi que d'autres personnalités militaires et civiles, de l'ethnie kouyou pour la plupart : (Henri Eboundit, Jean-Michel Ebaka, Lecas Atondi-Momondjo, etc.). Ils sont accusés d'atteinte à la sûreté de l'État. L’ancien aide de camp de Marien Ngouabi, Pierre Anga, niant toute implication, se réfugie dans la forêt proche d'Ikonongo et entre en rébellion à Owando, dans le nord du pays. Il est abattu un an plus tard par l'armée. La traque d'Anga s'accompagne de grandes brutalités sur les habitants du pays kouyou de la part des militaires.
En juillet 1989 se tient le 4e congrès ordinaire du PCT. SassouNguesso est reconduit à la tête du parti et de l'État pour cinq ans. Il conserve les fonctions de chef du gouvernement et de ministre de la Défense[réf. souhaitée]. Il nomme Alphonse Souchlaty-Poaty, au poste de Premier ministre.,

### L'ouverture démocratique (1990-1992)
En janvier 1990, le président monte une commission ad hoc chargée de réfléchir aux changements en cours dans les pays d'Europe de l'Est et leurs implications au niveau national. En mars 1990, l'ancien Premier ministre Poungui démissionne du PCT. En juin 1990, lors du sommet France-Afrique à La Baule, François Mitterrand invite les dirigeants africains à libéraliser la vie politique et annonce que l'aide française sera désormais assujettie aux efforts de démocratisation de chaque pays africain.
Début juillet 1990, le comité central du PCT décide de la séparation du parti et de l'État, définit le multipartisme comme un objectif à atteindre après une phase de transition.
Le congrès de la Confédération syndicale congolaise (CSC) de septembre 1990 s'ouvre sur la déclaration d'indépendance du syndicat unique vis-à-vis du PCT. Les délégués réclament la hausse des salaires, ainsi que le dégel des avancements dans la fonction publique, et s'invitent sur le champ politique en exigeant une ouverture démocratique immédiate. Il suspend alors le congrès de la CSC et en dissout le comité directeur. Il constitue un directoire provisoire, qui a à sa tête Simon-Pierre Gouoniba-Nsari. Le secrétaire général de la CSC, Jean-Michel Bokamba-Yangouma, réplique en appelant les travailleurs à une grève générale. Celle-ci est suivie par tous. Sassou-Nguesso demande à l'armée de mater les dirigeants syndicaux, mais il se heurte au refus du général Mokoko, chef d'état-major général des FAC. Au bout de trois jours de paralysie générale du pays, il est contraint de céder. La CSC peut reprendre son congrès et le pouvoir lui donne satisfaction sur toutes ses revendications.
Sous la pression, le PCT annonce en septembre l'instauration immédiate du multipartisme et la prochaine convocation d'une conférence des partis. Il annonce un congrès extraordinaire du parti unique en décembre pour entériner la nouvelle donne. Une loi sur les partis, autorisant la création d'autres partis politiques, est votée par l'Assemblée nationale.
Dans les mois qui suivent la libéralisation de la vie publique, et surtout en 1992, une multitude de partis et associations politiques sont créées. Aussi bien par les opposants de longue date que par des personnalités qui, précipitamment, prennent leurs distances avec le PCT. La contestation sociale grandit et des grèves sectorielles éclatent dans le pays, affectant à la fois l'économie et l'administration (industrie pétrolière, transport, écoles, université, etc). Plusieurs journaux privés voient le jour, dont beaucoup se positionnent contre Sassou-Nguesso et le PCT. L'impopularité du président atteint des sommets dans l'opinion.
En décembre 1990 le congrès extraordinaire du PCT met fin officiellement à la primauté du parti sur l'État et abandonne le marxisme-léninisme comme idéologie. Alphonse Souchlaty-Poaty, en séjour en France, démissionne de son poste de Premier ministre. Pierre Moussa, ministre du Plan est désigné pour assurer la vacance.
Le 8 janvier 1991, Sassou-Nguesso nomme Louis Sylvain-Goma Premier ministre et le charge de former un gouvernement d'union nationale pour assurer la transition vers la démocratie et préparer une conférence des partis chargée d'élaborer une nouvelle constitution. Devant le refus de la classe politique à souscrire à cette démarche, il s'incline et annonce la convocation d'une conférence nationale. L'équipe gouvernementale sortante est reconduite pour gérer les affaires courantes. Dans le courant du mois de janvier, le général Yhombi-Opango est indemnisé pour l'expropriation de ses biens personnels lors de sa chute en 1979. Il reçoit près d'un milliard de francs CFA.
La Conférence nationale souveraine se tient du 25 février au 10 juin 1991, réunissant environ 1 200 personnes (représentants des partis et associations politiques). 
En août 1991, il doit digérer l'arrestation de son frère Maurice Nguesso et de Justin Lékoundzou Itihi Ossetoumba, ancien ministre des Finances, pour détournement de l'argent public. La déstabilisation d'André Milongo par le Haut commandement militaire en janvier 1992 lui est imputée par l'opinion publique. La médiation du président du Conseil supérieur de la République, Mgr Nkombo, permet de maintenir le gentlemen's agreement (« accord de gentilshommes, accord civique »).

### Défaite à l'élection présidentielle de 1992
En mars 1992, la nouvelle Constitution est massivement adoptée par référendum. Elle entérine la démocratie multipartite dans le pays et instaure un régime semi-parlementaire concentré autour de trois organes politiques : le président de la République, le Premier ministre et le Parlement bicaméral. Le président de la République est élu pour 5 ans au suffrage universel direct, rééligible une fois.
Les élections locales et législatives de 1992 relèguent le PCT au rang de troisième force politique du pays, derrière l'Union panafricaine pour la démocratie sociale de Pascal Lissouba et le Mouvement congolais pour la démocratie et le développement intégral de Bernard Kolélas. À l'élection présidentielle, Denis Sassou-Ngesso est aussi en troisième position, avec 16,9 % des voix.
En position d'arbitre pour le second tour, il s'accorde avec Lissouba pour le deuxième tour de la présidentielle et leurs partis respectifs signent un accord de gouvernement. Le chef de l'UPADS arrivé en tête au premier tour avec plus de 39 % de voix, l'emporte nettement au deuxième tour[réf. nécessaire].
L'accord de gouvernement conclu avec le parti de Pascal Lissouba (UPDS) ne convient finalement pas au parti de Denis Sassou-Nguesso, et après des élections législatives anticipées, dont les résultats sont contestés par l'opposition, des conflits armés opposent les milices armées par les différents partis se muent en guerre civile.

### L'exil en France (1995-1997)
Denis Sassou-Nguesso, soutenu par la France, s'y exile pour deux ans,.

### Guerre civile et coup d'État (mai 1997-octobre 1997)
Le 26 janvier 1997, il revient au Congo. À Brazzaville comme à Pointe-Noire, il est accueilli avec ferveur par des foules immenses. Il s'attelle à la préparation de la campagne présidentielle et entreprend une tournée à travers le pays. L'escale d'Owando donne lieu à un épisode tragique, le 10 mai. Avant son arrivée dans la ville, Jacques Okoko député du Rassemblement pour le développement et la démocratie d'Owando décrète qu'il n'est pas question que Sassou-Nguesso soit porté en tipoye dans la ville. La tension monte. Des partisans du RDD tentent de perturber la parade de Sassou-Nguesso à travers la ville. L'incident se termine par la mort d'un militaire, abattu par la garde de Sassou-Nguesso. Après le départ de celui-ci, ses partisans sont pris à partie et doivent fuir Owando. On dénombre huit morts. Le 31 mai 1997, un code de bonne conduite est signé par l'ensemble de la classe politique congolaise sous l'égide de Federico Mayor, directeur général de l'UNESCO. Le 2 juin, 4 militaires de l'entourage de Yhombi-Opango sont attaqués et tués par les cobras milice de Sassou-Nguesso dans les environs d'Oyo. Le climat est tendu dans le pays.
Aux premières heures du jour, le 5 juin 1997, un détachement militaire lourdement armé encercle la résidence privée de Sassou-Nguesso dans le quartier de Mpila. S'estimant menacé, celui-ci réplique et ouvre le feu immédiatement. Au cours de la journée, le ministre de l'Intérieur, Philippe Bikinkita, justifie le déploiement militaire autour de la résidence de Sassou-Nguesso et le présente a posteriori comme étant une simple opération de police visant l'arrestation de Pierre Aboya, officier impliqué dans la fusillade d'Owando qui aurait trouvé refuge chez l'ancien président. Peu d'observateurs jugent crédible la justification du gouvernement. Cependant, Le général Sassou-Nguesso est dans un état de préparation inattendu, mobilisant très rapidement de nombreux miliciens (les cobras) et soldats en rupture, dotés d'un armement neuf, abondamment pourvus en munitions et encadrés par des officiers expérimentés de l'armée régulière. En quelques heures, les forces de Sassou-Nguesso repoussent la force publique et établissent leurs positions. Dans les jours qui suivent, le gouvernement fait intervenir toutes les forces fidèles disponibles (soldats de l'armée régulières et miliciens zoulous et cocoyes) et la capitale devient le siège de violents combats. Plusieurs civils pris entre deux feux sont tués. Les populations doivent évacuer les quartiers de Poto-Poto et Moungali et le centre-ville. L'armée française exfiltre les ressortissants étrangers.
Partisans à Brazza
Si le gouvernement de Lionel Jospin tient à la neutralité officielle de la France dans la guerre civile congolaise, la Françafrique penche majoritairement pour son vieil affilié Denis Sassou Nguesso. On a déjà signalé l’intervention à ses côtés de la PME embarbouzée Geolink (Billets no 48), qui procura des mercenaires à Mobutu. Si ce n’est pas elle, c’est une sœur qui a procuré les « deux hélicoptères en pièces détachées qui seront montés par des mercenaires ukrainiens », dont le ministre Charles Josselin a parlé à l'Assemblée (29 juin 1997)[réf. nécessaire]. Selon Le Canard enchaîné (9 juillet 1997), un homme d'affaires chiraquien et un haut responsable d’Elf procurent des armes à N’Guesso via l’Angola. Selon La Lettre du Continent, même des conseillers élyséens se sont mis en recherche d’« instructeurs » pour ce dernier (19 juin 1997). Lequel maintient d’étroits contacts avec l'Angola et l’ex-ennemi no 1 de la « Françafrique », Kabila. Mais Lissouba (comme Patasse) s’est rendu à Kinshasa pour tenter d’inverser la vapeur. Pendant ce temps, Omar Bongo, ami de Chirac et obligé d’Elf, préside le Comité international de médiation chargé de dénouer la crise congolaise.
Le président Lissouba s'est rendu peu populaire dans les milieux dirigeants politiques en France à la suite de sa décision d’augmenter les redevances de Elf sur les revenus du pétrole et de se tourner vers le groupe américain Occidental Petroleum. Ainsi, note le chercheur Etanislas Ngodi, « Bongo, Elf par l’intermédiaire d'André Tarallo, le réseau Foccart (Maurice Robert) et celui de Pasqua par l’intermédiaire de Daniel Léandri et Jean-Charles Marchani, complotent pour renverser Pascal Lissouba. » Jacques Chirac prend le parti de Sassou-Nguesso et le reçoit secrètement à l’Élysée en compagnie d’Omar Bongo. Si la marge de manœuvre du président français est limitée du fait de la cohabitation avec le premier ministre Jospin, enclin à la neutralité, il assure à son hôte que Paris ne s'opposera pas à son retour au pouvoir. Le journaliste Claude Angeli révèle le cas d'un chargement de vingt-cinq tonnes de fret envoyé du Bourget sous couvert de la « présidence du Gabon » aux milices de Sassou Nguesso.
Une médiation nationale est montée, dirigée par Bernard Kolélas, et tente d'établir le dialogue entre le président Pascal Lissouba et Sassou Nguesso. Cette entreprise n'obtient aucun résultat concret. Après les premières semaines de combat, la guerre s'enlise et chaque faction campe sur ses positions. De part et d'autre, les combattants se livrent au pillage dans les maisons et commerces désertés. Au mois de septembre 1997, Lissouba nomme Bernard Kolélas au poste de Premier ministre et celui-ci engage sa milice dans le conflit.
Une médiation internationale tente de ramener la paix au Congo. Omar Bongo invite les deux belligérants à Libreville afin de mettre sur pied un schéma de sortie de crise. Plusieurs chefs d'État africains participent au sommet. Pascal Lissouba ne s'y rend pas et délègue Kolélas. La conférence n'a guère de résultats concrets.
Le 15 octobre 1997, l'armée angolaise s'engage dans le conflit aux côtés de Sassou-Nguesso et fait pencher la balance en sa faveur. Le 15 octobre, les forces de Lissouba sont défaites. Pascal Lissouba et ses proches quittent le pays. Les forces de Sassou Nguesso, appuyées, outre l'armée angolaise, par des soldats tchadiens et des mercenaires rwandais, contrôlent les principales villes du pays. Le nombre de morts de la guerre civile est estimé à environ 400 000. Des massacres sont perpétrés, en particulier dans la région du Pool.

### Président de la République (depuis 1997)

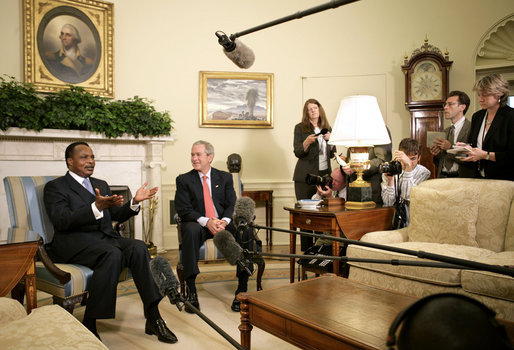
Denis Sassou-Nguesso et George W. Bush, le 5 juin 2006.

Dans une capitale ravagée par quatre mois d'un conflit violent, les problèmes à régler sont multiples (pénuries diverses, sécurité, remise en état des infrastructures publiques, remise en route des administrations, etc.). Progressivement, le gouvernement reconstruit la capitale.
À partir du milieu de l'année 1998, il doit faire face à une montée de la violence dans la région du Pool. Les miliciens « ninjas » de Kolélas font montre d'une recrudescence d'activités subversives, sous la conduite du pasteur Ntumi. Dès le mois d'août 1998, ils arrêtent le trafic ferroviaire dans le Pool. Le 18 décembre 1998, ils tentent d'investir Brazzaville. La région du Pool est aujourd'hui dévastée.
Après plusieurs centaines de morts, c'est au prix de négociations avec les chefs de guerre que le gouvernement parviendra à normaliser la situation dans cette zone. La rébellion de Ntumi, quoique de moins en moins virulente, reflue et finit par s'incruster dans la zone Kindamba.
En 1999, le président est impliqué dans l'affaire des disparus du Beach, assassinat collectif qui aurait fait plus de 350 victimes. Cette affaire donne lieu, le 7 décembre 2001 au dépôt d'une plainte de la Fédération internationale des ligues des droits de l’Homme (FIDH) et ses affiliées française et congolaise, la Ligue des droits de l’Homme et du citoyen (LDH) et l’Observatoire congolais des droits de l’Homme (OCDH), auprès du procureur de la République près le tribunal de grande instance de Paris, à l'encontre du président Sassou Nguesso.
En 2000, Sassou Nguesso fait juger par contumace les principaux dignitaires du régime de Lissouba pour des motifs divers (crimes économiques ou actes de torture). Lissouba, Yhombi-Opango, Kolélas, Moungounga-Kombo Ngila, Benoit Koukébéné, etc., sont condamnés à de lourdes peines.
Au début des années 2000, l'industrie pétrolière congolaise retrouve un second souffle avec la mise en production de quelques gisements (Kombi-Likalala, Tchibeli, Bondi). Par ailleurs, les contrats de partage de production, en vigueur depuis 1995 accordent à l'État une plus grande part dans la répartition de la rente pétrolière. Le gouvernement essaye de remettre en état la voie ferrée Brazzaville – Pointe-Noire mais n'y parvient pas à cause des ninjas dans le Pool et des milices armées le long du chemin de fer, et les militaires fanatiques (cobras) dans les trains qui sèment la terreur. La SNPC, créée en 1999 sur les cendres d'Hydro Congo pour gérer les hydrocarbures, commercialise elle-même le brut de l'État. La nouvelle poussée des cours du brut accroît les recettes budgétaires. Le traitement des ministres est porté à 4 millions de FCFA par mois et celui des parlementaires à 2 millions. La rémunération des magistrats aussi est significativement améliorée. Cependant, les grilles salariales en vigueur depuis le milieu des années 1960 restent inchangées pour les agents publics.
En 2017, la station de radio publique RFI le classe dans son « top 10 des chefs d'État à la plus forte longévité » en troisième position dans le monde et premier en Afrique avec « 33 ans de magistrature suprême », soulignant qu'il est « souvent oublié dans les palmarès des chefs d’Etat ayant le plus longtemps exercé le pouvoir ». Selon Le Monde, il pourrait rester au pouvoir jusqu'en 2031.

#### Premier mandat

##### Référendum et élection présidentielle
En 2002, Sassou-Nguesso fait adopter par référendum une nouvelle constitution. Elle garantit les libertés fondamentales. Un régime de type présidentiel est instauré. La durée du mandat du président de la République est fixée à sept ans et l'élection se déroule au suffrage universel direct. L'âge limite pour la candidature à la magistrature suprême est de 70 ans. Le gouvernement est dirigé par le chef de l'État.
L'élection présidentielle se tient en mars 2002. Un seul des candidats que Denis Sassou-Nguesso doit affronter, André Milongo, jouit d'une réelle notoriété. À deux jours du scrutin, l'ancien Premier ministre retire sa candidature, arguant que les jeux sont faits d'avance. Sassou-Nguesso est élu très confortablement au premier tour à la suite d'élections très contestées par l’opinion internationale ainsi que congolaise.

#### Présidence
Son mandat s'ouvre sous le slogan de la « Nouvelle espérance ». De grands chantiers sont entamés à travers le pays, sous la conduite de la délégation aux grands travaux. Une municipalisation accélérée des principales localités du pays est lancée. Elle est censée moderniser les villes du Congo.
Au cours des années suivantes, deux initiatives gouvernementales provoquent un malaise dans l'opinion. En 2005, c'est la régate dénommée Route de l'Équateur organisée par le Congo entre Marseille et Pointe-Noire alors que les Congolais manquent de tout (médicaments, denrées alimentaires, eau, électricité, etc.). Elle coûte officiellement 4 milliards de FCFA. En 2006, c'est la construction d'un mausolée à la gloire de Savorgnan de Brazza à un coût supérieur à 10 milliards de FCFA.
En 2006, Sassou-Nguesso assure pour un an la présidence de l'Union africaine, à la suite d'un compromis pour éviter que le poste ne soit occupé par Omar el-Béchir, président du Soudan mais poursuivi par la Cour pénale internationale pour crimes de guerre.
En 2007, l'âge de la retraite est porté de 55 à 60 ans et le salaire minimum est rehaussé de 35 000 à 40 000 FCFA (environ 7 euros de plus). La portée sociale de ces mesures est cependant limitée. En dépit des slogans, le Congo recule en termes d'indice de développement humain. L'appauvrissement des populations, débutée à la fin des années 1980, continue de s'accentuer. 70 % des Congolais vivent sous le seuil de pauvreté (moins de 1 dollar US par jour). Dans le même temps, une petite catégorie de gens, principalement des membres de l'élite au pouvoir, s'enrichit ostensiblement. La corruption dans la fonction publique s'aggrave, profitant notamment aux agents des douanes et des autres régies financières, ainsi qu'aux agents de la police qui en viennent à arrêter des véhicules sans motifs valables, uniquement pour demander de l'argent. En 2010, Denis Sassou Nguesso s’engage lors d’une conférence de presse à procéder à des réformes et à lutter contre la corruption, ce qui retient l’attention des Conseils d’administration de la Banque mondiale et du Fonds monétaire international, qui acceptent en conséquence le dossier de la république du Congo relatif à l’allègement de la dette.
Sur le plan de la politique intérieure, alors qu'une information judiciaire est ouverte en France pour l'affaire des disparus du Beach, la cour criminelle de Brazzaville ouvre en 2005, le procès de plusieurs officiers de haut rang sur les mêmes chefs d'accusation. Au terme des débats, tous les accusés sont acquittés. Sassou-Nguesso fait amnistier ses adversaires politiques en exil, condamnés quelques années auparavant. Les uns après les autres, ceux-ci regagnent le Congo.
En juillet 2008, lors de l'enterrement de Jean-Pierre Thystère-Tchicaya à Pointe-Noire, des émeutes éclatent et les manifestants s'en prennent ouvertement à Sassou. En juin 2009, lors des élections locales, la participation ne dépasse pas les 5 %. Le RMP (rassemblement pour la majorité présidentielle), nouveau parti destiné à soutenir la candidature de Sassou-Nguesso à l'élection présidentielle de 2009, obtient 364 sièges de conseillers sur 864.

#### Deuxième mandat

##### Élection présidentielle de 2009
En juillet 2009, fort du soutien de Ganao, Kolélas, Yhombi-Opango, etc., il se présente de nouveau à l'élection présidentielle. En dépit des réclamations de l'opposition, ce sont les listes électorales de 2002 qui sont de nouveau utilisées. Des 13 candidats en présence, il est le seul réellement actif durant la campagne. Le scrutin se tient le 12 juillet dans un climat de grande indifférence de la part des citoyens. Il est élu dès le premier tour avec 78 % de voix. Le taux de participation officiel (66 %) laisse sceptiques de nombreux observateurs. Le 15 septembre 2009, il forme un nouveau gouvernement.

##### Nouvelle constitution en 2015
En 2015, Denis Sassou-Nguesso organise une série de consultations avec des personnalités politiques du pays afin d’examiner une possible modification de la constitution en vigueur dans le pays depuis 2002 afin de briguer un troisième mandat. Des manifestations ont lieu ; la police tire à balles réelles sur les manifestants, parmi lesquels plusieurs sont tués.
Le 25 octobre 2015, la nouvelle constitution est adoptée par référendum. Elle est entrée en vigueur le 6 novembre 2015, après sa promulgation par Denis Sassou-Nguesso.

#### Troisième mandat
Le 20 mars 2016, il est réélu dès le premier tour de l'élection présidentielle avec 60,07 % des voix, score validé par la Cour constitutionnelle le 4 avril. Ses adversaires Guy Brice Parfait Kolélas et le général Jean-Marie Mokoko avaient contesté les résultats partiels publiés la veille par la Commission électorale nationale indépendante (CENI), qui donnait Nguesso en tête avec 67 % des voix. « Je savais d'avance que les dés étaient pipés, mais nous avions accepté de jouer le jeu », a déclaré le général Mokoko, qui était jusqu'en février conseiller du président Sassou-Nguesso pour les affaires de paix et de sécurité. Kolélas, a quant à lui estimé, par la voix de son porte-parole que la réélection de Denis Sassou Nguesso relevait d'une « fraude massive » et de la « magie ».
Selon le candidat de l’opposition congolaise, le général Jean-Marie Michel Mokoko, les téléphones ont été coupés pendant quatre jours après la publication des premiers résultats de la CENI, et les résultats officiels ont été proclamés à 2 h du matin.
Ses deux opposants sont arrêtés en 2016, après leur refus de reconnaitre sa victoire, et condamnés en 2018 à 20 ans de prison pour « atteinte à la sécurité intérieure de l’État »,.

#### Quatrième mandat

##### Élection présidentielle de 2021
Le 23 janvier 2021, Denis Sassou-Nguesso annonce qu'il sera candidat à sa propre succession lors de la présidentielle prévue le 21 mars 2021, à un quatrième mandat, toujours sous la même formation politique : le Parti congolais du travail (PCT).
L'ONG de lutte contre la corruption Global Witness révèle qu’une entreprise liée à la famille présidentielle congolaise tirerait près de 6 millions d’euros annuels grâce à une nouvelle prime imposée aux tankers pétroliers. Elle précise que « ces révélations font surface à quelques mois de l'élection présidentielle de 2021 à laquelle Denis Sassou-Nguesso, président en exercice pendant 36 des 41 dernières années, se représentera. »
Le 23 mars, la commission électorale annonce qu'il est réélu avec 88,57 % (résultats provisoires officiels). La participation est estimée à 67,55 % et son principal opposant, Guy Brice Parfait Kolélas, (mort de la Covid-19 le lendemain de l'élection), recueille 7,84 % des voix. Ses opposants annoncent former des recours. Le 6 avril 2021, La Cour constitutionnelle de la république du Congo a entériné la réélection du président Denis Sassou Nguesso au scrutin du 21 mars, après avoir rejeté les recours de l'opposition. Il prête serment le 16 avril.
En octobre 2021, son nom est cité dans les Pandora Papers. Son gouvernement dément toute implication dans cette affaire et annonce porter plainte contre les journalistes à l'origine de cette révélation.
Au cours de ce quatrième mandat, en qualité de président du Haut comité de l'Union africaine, Sasou Nguesso s'implique particulièrement dans la résolution du conflit libyen et se rend à Tripoli et Benghazi en décembre 2024. Il encourage également les gouvernements du Rwanda et la République démocratique du Congo à dialoguer afin de mettre fin à la guerre du Kivu et alerte l'opinion publique mondiale sur les risque d'un embrasement régional.
Il est également à l'origine de plusieurs initiatives visant à la protection de l'environnement et de la biodiversité. Il organise notamment le Sommet des trois Bassins à Brazzaville du 26 au 28 octobre 2023, afin de mobiliser des financements pour la protection des forêts tropicales.  En 2024 il publie À la découverte de la République du Congo au fil de l’eau, dans lequel il incite es bailleurs de fonds à abonder le Fonds bleu pour le Bassin du Congo, fonds international de développement ayant vocation à promouvoir une économie durable dans la région. Il est également le promoteur de la résolution adoptée par l'Assemblée générale des Nations unies en avril 2025 sur la Décennie mondiale de boisement et de reboisement, qui a pour objectif d'augmenter de 4 % entre 2027 et 2036 la couverture végétale mondiale. 
En mai 2025, le président Sassou Nguesso se rend en France et est reçu par le président Emmanuel Macron dans le cadre d'une visite officielle. 

## Affaire des biens mal acquis
En avril 2007, deux associations, Sherpa et Survie, ainsi que la Fédération des Congolais de la diaspora portent plainte en France contre cinq chefs d'États africains et leur famille, dont Denis Sassou-Nguesso, pour recel de détournements de fonds publics. Après une enquête préliminaire menée par l'Office Central pour la Répression de la Grande Délinquance Financière (OCRGDF), qui révèle un patrimoine immobilier et mobilier conséquent en France et de nombreux comptes bancaires, l'affaire, dite des biens mal acquis, est classée sans suite par le Procureur qui estime les charges insuffisantes.
Le 31 mars 2009, une enquête s’ouvre sur Édith Bongo, fille de Denis Sassou-Nguesso et épouse d'Omar Bongo, décédée le 14 mars 2009, soupçonnée d'avoir servi de prête-nom à Omar Bongo et Denis Sassou-Nguesso auprès de plusieurs établissements bancaires, afin de dissimuler des capitaux provenant de détournements de fonds publics à Monaco. L'enquête fait suite au courrier de l'association Sherpa au prince Albert II et au procureur de Monaco demandant l'ouverture d'une information judiciaire et le gel des avoirs financiers à Monaco d'Édith Bongo. Le 5 mai 2009, une juge du pôle financier de Paris, Françoise Desset, juge recevable la plainte déposée en décembre 2008 pour « recel et détournement de fonds publics » par Transparency International France et l'Association Sherpa visant Denis Sassou-Nguesso et deux autres chefs d'État africains - Omar Bongo (Gabon) et Teodoro Obiang (Guinée équatoriale) - soupçonnés de posséder en France des biens mal acquis financés par de l'argent public détourné. Cette décision est prise contre l'avis du parquet qui dispose de cinq jours pour faire appel. Le 8 mai 2009, le parquet a fait appel de cette décision et le 29 octobre 2009, la cour d'appel de Paris juge irrecevable cette plainte. Le 9 novembre 2010 la Cour de cassation annule la décision de la cour d'appel et rend possibles les poursuites.
Avec son fils Denis Christel Sassou Nguesso, il fait partie d'un clan, dit « Nguesso », accusé d'avoir détourné 70 millions de dollars des caisses du Congo-Brazzaville.
Denis Sassou-Nguesso est selon ses partisans, la cible en France d’une tentative de déstabilisation, par le biais d’une guérilla judiciaire[citation nécessaire].
En octobre 2023, l'avion Falcon de Denis Sassou-Nguesso est vendu aux enchères pour 7,1 millions d'euros - soit le tiers de sa valeur - lors d'une vente ordonnée par le tribunal judiciaire de Bordeaux qui a eu lieu au Grand Hôtel de Bordeaux. Cette vente doit permettre d’indemniser Commisimpex pour des travaux publics non payés.

## Bilan économique
Sous sa présidence, le pays est endetté, mais renoue avec une croissance solide, constamment supérieure à 2 % depuis 2004. Le PIB, de 5 milliards[précision nécessaire] en 1997, augmente pour atteindre 35 milliards[précision nécessaire] en 2017. Brazzaville avoue que la dette congolaise en 2019 était officiellement de 120 % du PIB congolais, et non de 77 % comme indiqué au FMI, et ce, alors qu’en 2010, les créanciers internationaux avaient annulé la grande majorité de cette dette (notamment le club de Paris). Il ne parvient jamais à rembourser celle-ci. Il aura profité des renégociations pétrolières faites par l'ancien président Pascal Lissouba, qu’il a renversé par un coup d'État, après une guerre civile sanglante, qui ont permis de faire rentrer beaucoup d’argent dans les caisses nationales. La population vit pour 70 % avec moins de 1 dollar par jour, et ce malgré les ressources portuaires, minières et pétrolières, qui furent en constante augmentation jusqu'à nos jours.

## Distinctions
- Grand-croix de l'ordre national du Bénin (2011)[87]
- Grand-croix de l'ordre du Mono (2011)[88]
- Grand-croix de l'ordre international des Palmes académiques du CAMES (2013)[89]
- Dignité de l’ordre national d’honneur du Rwanda (2023)[90]
- Ordre de l'Honneur de Russie (2024)[91]
- Trophée de la masculinité positive[92]
- Docteur Honoris Causa de l’Université Marien-Ngouabi[93]

## Ouvrages
- Le manguier, le fleuve et la souris, éditions Jean-Claude Lattès, 1997  (ISBN 2-7096-1792-7).
- Parler vrai pour l'Afrique - Entretiens avec Edouard Dor, Michel Laffon, 2009  (ISBN 2749911060).
- L'Afrique, enjeu de la planète : Les nouveaux défis du développement durable, Jacques Marie éditeur, 2009  (ISBN 2358100129).
- À la découverte de la République du Congo au fil de l’eau, Illustrated, 2024.

## Sources
- J.-P. Thystère-Tchicaya, Itinéraire d'un africain vers la démocratie, Édition du Tricorne, 1992.
- R. Bazenguissa-Ganga, Les voies du politique au Congo, Karthala, 1997.
- D Sassou-Nguesso, Le manguier, le fleuve et la souris, JC Lattès, 1997.
- J.-M. Nkouka-Menga, Chronique politique congolaise, L'Harmattan, 1997.
- Ph. Moukoko, Dictionnaire général du Congo-Brazzaville, L'Harmattan, 1999.
- J. Bitala-Bitemo, Théâtre d'ombres. Congo-Brazzaville 1992-1997, Présence Africaine, 2001.
- J.-C. Mayima-Mbemba, Assassinats politiques au Congo-Brazzaville, Ed. ICES, 2004 -  (ISBN 2-910153-30-4).
- A.-R. Massema, Crimes de sang et pouvoir au Congo-Brazzaville, L'Harmattan, 2005.
- J.-C. Mayima-Mbemba, La violence politique au Congo-Brazzaville, L'Harmattan, 2008 -  (ISBN 978-2-296-05216-1).
- Fédération des Congolais de la Diaspora, Sassou-Nguesso ou l'irrésistible ascension d'un pion de la françafrique, L'Harmattan, 2009.